# استفتاء استقلال كوسوفو 1991
أُجري استفتاء استقلال في كوسوفو، والتي كانت تُعرف آنذاك باسم مقاطعة كوسوفو الاشتراكية ذاتية الحكم، في الفترة من 26 إلى 30 سبتمبر 1991. وكانت الجمعية الإقليمية، التي تم حلّها عام 1989 من قبل السلطات الصربية، لكن أعضاؤها من الألبان استمروا في الاجتماع سراً، قد أعلنت في 22 سبتمبر 1991 قيام جمهورية كوسوفو كدولة ذات سيادة ومستقلة. صوّت أكثر من 99٪ من الناخبين لصالح الاستقلال، وبلغت نسبة المشاركة 87٪. وقد قاطع الاستفتاء الصرب المقيمون في الإقليم، والذين كانوا يشكلون حوالي 10٪ من السكان.

## الخلفية
لكي يتم تمرير الاستفتاء، كان يشترط نسبة مشاركة لا تقل عن 66.7٪، وأن يصوّت نصف المشاركين على الأقل لصالح الاستقلال.

## النتائج
| انتخاب                          | انتخاب                          | الأصوات   | %      |
| ------------------------------- | ------------------------------- | --------- | ------ |
| نعم                             | نعم                             | 913٬705   | 99.98  |
| لا                              | لا                              | 164       | 0.02   |
| المجموع                         | المجموع                         | 913٬869   | 100.00 |
|                                 |                                 |           |        |
| الأصوات الصحيحة                 | الأصوات الصحيحة                 | 913٬869   | 99.90  |
| الأصوات الباطلة والفارغة        | الأصوات الباطلة والفارغة        | 933       | 0.10   |
| مجموع الأصوات                   | مجموع الأصوات                   | 914٬802   | 100.00 |
| الناخبين المسجلين ومعدل الإقبال | الناخبين المسجلين ومعدل الإقبال | 1٬051٬357 | 87.01  |
| المصدر: Direct Democracy        |                                 |           |        |

## الاعتراف
الدولة الوحيدة التي اعترفت بجمهورية كوسوفو كانت ألبانيا، حيث أقرّ برلمان ألبانيا قراراً يعترف بالدولة في 21 أكتوبر 1991.